# Territoire libre catalan

Drapeau indépendantiste catalan arboré sur les bâtiments de mairies déclarées "territoire libre catalan"

Le Territoire libre catalan (en catalan : Territori Català Lliure) est le territoire des municipalités et des comarques de la Catalogne qui ont voté une résolution demandant au Gouvernement et au Parlement catalans de promulguer des nouvelles lois pour doter la Catalogne des structures nécessaires pour devenir un État. Ces résolutions précisent que, de façon provisoire, la législation espagnole reste en vigueur.

## Historique et situation actuelle
La première commune à adopter une telle résolution est Sant Pere de Torelló (Barcelone), le 3 septembre 2012. Depuis, le conseil municipal a annulé le jour férié espagnol du 12 octobre. Le même jour Calldetenes (Barcelone) s'est également déclaré territoire libre catalan.
Au début mai 2013, 197 communes et 5 conseils de comarques, représentant 20,8 % de la population de la Catalogne, s'étaient proclamés territoire libre catalan.
Les autorités espagnoles ont commencé à contester en justice administrative ces résolutions au cours du mois de décembre 2012.

## Villes où s'est approuvée la déclaration

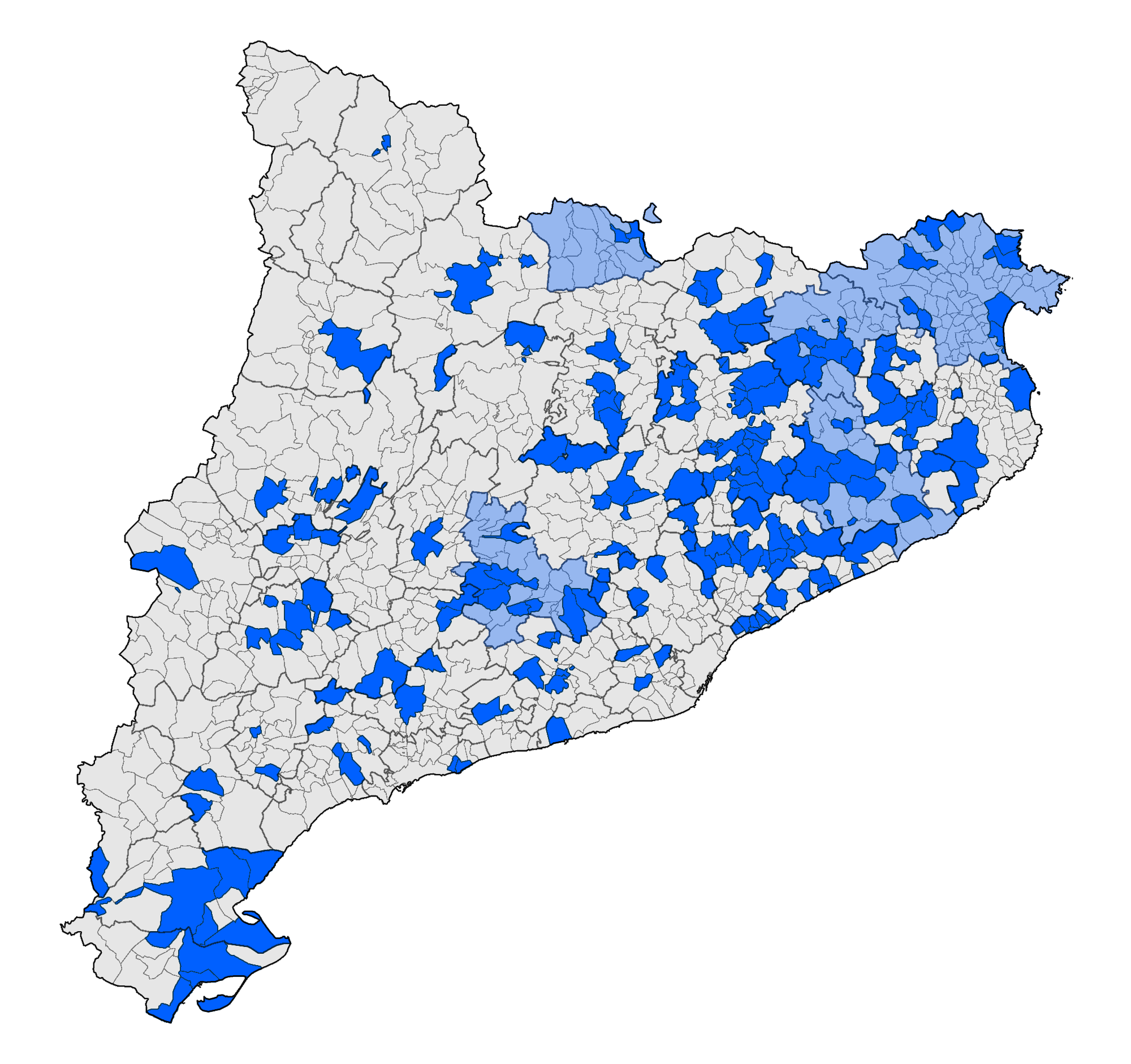
Carte des communes (bleu foncé) et comarques (bleu clair) catalanes qui se sont déclarées « Territoire libre catalan » au 7 mai 2013.

### Province de Barcelone
- Sant Pere de Torelló (3 septembre 2012)
- Calldetenes (3 septembre 2012)
- Premià de Dalt (10 septembre 2012)
- Arenys de Munt (10 septembre 2012)
- Vic (17 septembre 2012)
- Seva (17 septembre 2012)
- Argentona (17 septembre 2012)
- Ullastrell (19 septembre 2012)
- Collbató (20 septembre 2012)
- Orpí (21 septembre 2012)
- Carme (21 septembre 2012)
- Tavèrnoles (24 septembre 2012)
- Navàs (24 septembre 2012)
- Sant Andreu de Llavaneres (24 septembre 2012)
- Els Prats de Rei (24 septembre 2012)
- Sant Julià de Vilatorta (25 septembre 2012)
- Manlleu (25 septembre 2012)
- Igualada (25 septembre 2012)
- Vilafranca del Penedès (25 septembre 2012)
- Tona (26 septembre 2012)
- Prats de Lluçanès (26 septembre 2012)
- La Garriga (26 septembre 2012)
- L'Ametlla del Vallès (26 septembre 2012)
- Sant Vicenç de Torelló (26 septembre 2012)
- Arenys de Mar (26 septembre 2012)
- Argençola (26 septembre 2012)
- Jorba (27 septembre 2012)
- Sant Antoni de Vilamajor (27 septembre 2012)
- Sant Martí de Tous (27 septembre 2012)
- Alella (27 septembre 2012)
- Palau-solità i Plegamans (27 septembre 2012)
- Canet de Mar (27 septembre 2012)
- Collsuspina (27 septembre 2012)
- Sant Esteve de Palautordera (27 septembre 2012)
- Cardedeu (27 septembre 2012)
- Els Hostalets de Pierola (27 septembre 2012)
- Puig-reig (27 septembre 2012)
- Santa Eugènia de Berga (27 septembre 2012)
- Casserres (27 septembre 2012)
- Torrelles de Llobregat (27 septembre 2012)
- Sant Celoni (27 septembre 2012)
- Les Franqueses del Vallès (27 septembre 2012)
- Santa Eulàlia de Ronçana (27 septembre 2012)
- Vilassar de Dalt (27 septembre 2012)
- Bigues i Riells (27 septembre 2012)
- Sant Martí Sarroca (28 septembre 2012)
- Gallifa (28 septembre 2012)
- Corbera de Llobregat (2 octobre 2012)
- Cercs (3 octobre 2012)
- Calella (4 octobre 2012)

### Province de Lleida
- Cervià de les Garrigues (6 septembre 2012)
- Sant Llorenç de Morunys (19 septembre 2012)
- Esterri d'Àneu (26 septembre 2012)
- Alcarràs (27 septembre 2012)
- Linyola (27 septembre 2012)
- Bellvís (27 septembre 2012)
- Balaguer (27 septembre 2012)
- Les Borges Blanques (27 septembre 2012)
- Montgai (27 septembre 2012)
- Arsèguel (27 septembre 2012)

### Province de Tarragone
- Marçà (10 septembre 2012)
- La Bisbal del Penedès (10 septembre 2012)
- Tortosa (17 septembre 2012)
- Valls (21 septembre 2012)
- El Perelló (25 septembre 2012)
- Deltebre (26 septembre 2012)
- Montblanc (26 septembre 2012)
- Les Borges del Camp (27 septembre 2012)
- Móra d'Ebre (27 septembre 2012)
- L'Ametlla de Mar (28 septembre 2012)
- Altafulla (29 septembre 2012)
- Les Piles (2 octobre 2012)
- Arnes (4 octobre 2012)

### Province de Gérone
- Bolvir (15 septembre 2012)
- Celrà (18 septembre 2012)
- Vallfogona de Ripollès (20 septembre 2012)
- Sant Jaume de Llierca (20 septembre 2012)
- Vilablareix (21 septembre 2012)
- Cruïlles, Monells i Sant Sadurní de l'Heura (24 septembre 2012)
- Sant Gregori (24 septembre 2012)
- Ripoll (25 septembre 2012)
- Vidreres (25 septembre 2012)
- Sarrià de Ter (25 septembre 2012)
- Sant Julià de Ramis (25 septembre 2012)
- Canet d'Adri (25 septembre 2012)
- Porqueres (26 septembre 2012)
- La Vall d'en Bas (26 septembre 2012)
- Fornells de la Selva (27 septembre 2012)
- Cassà de la Selva (27 septembre 2012)
- Castelló d'Empúries (27 septembre 2012)
- Flaçà (27 septembre 2012)
- Fontcoberta (27 septembre 2012)
- Sant Joan de les Abadesses (28 septembre 2012)
- Espinelves (28 septembre 2012)
- Llanars (28 septembre 2012)
- Arbúcies (29 septembre 2012)
- Llançà (3 octobre 2012)
- Viladamat (4 octobre 2012)